# Catherine Mardon
Catherine Mardon – kanadyjska pisarka, aktywistka i prawniczka.

## Życiorys
Catherine Mardon urodziła się w Oklahomie. Mieszkała wiele lat w St. Petersburg w Florydzie. Obecnie mieszka w Kanadzie. Mardon jest rezolutnym działaczem społecznym. Pomagała: małym rodzinnym gospodarstwom, ekumenicznym organizacjom, bezdomnym i jako rzecznik sprawiedliwości społecznych. Została przyjęta do adwokatury Oklahomy w 1988. 
Po dostaniu uraz fizycznego który spowodował jej trwała niepełnosprawność, stała się orędownikiem dla osób niepełnosprawnych. Obecnie jest żoną pisarza i działacza Austin Mardon, i jest współautorem kilku książek z nim.